# Пасивний транспорт

Passive diffusion on a cell membrane.

Пасивний транспорт речовини — це вирівнювання концентрації, відбувається без участі енергії.
Або пасивний транспорт — перенос молекул й іонів через мембрану, який здійснюється в напрямку меншою їх концентрації.
Пасивний транспорт не пов'язаний з витратою хімічної енергії. Він прагне вирівняти концентрації частинок по різні боки від мембрани, тобто звести до нуля величини їх градієнтів. Якби в клітинах існував тільки пасивний транспорт, то значення фізичної величини всередині й поза клітиною зрівнялися б, але цього не відбувається.
Розрізняють декілька типів пасивного транспорту:
- Проста дифузія через ліпідний шар. Вона підпорядковується рівнянню Нернста-Планка. У живій клітині така дифузія забезпечує проходження кисню і вуглекислого газу, ряду лікарських речовин. Однак проста дифузія протікає досить повільно і не може забезпечити клітину в потрібній кількості поживними речовинами.
- Транспорт через канали (пори). Канал — ділянку мембрани, що включає білкові молекули і ліпіди, який утворює в мембрані прохід. Цей прохід допускає проникнення через мембрану молекул води, великих іонів. Наявність каналів збільшує проникність Р. Проникність Р залежить від числа каналів і від їх радіусу. Канали можуть проявляти селективність по відношенню до різних іонів, це виражається в різній проникності для різних іонів.
- Полегшена дифузія — перенесення іонів спеціальними молекулами-переносниками за рахунок дифузії переносника разом з речовиною. Найбільш докладно це явище вивчене для випадку перенесення іонів деякими антибіотиками, наприклад валіноміцин. Встановлено, що валіноміцин різко підвищує проникність мембрани для іонів К+ завдяки специфіці своєї структури. У ньому формується порожнина, в яку точно і міцно вписується іон К+ (іон Na+ занадто великий для отвори в молекулі валіноміцина). Молекула валіноміцина, «захопивши» іон К+, утворює розчинний у ліпідах комплекс і проходить через мембрану, потім іон К+ залишається, а переносник йде назад.